# Ken Jennings
Kenneth Wayne Jennings III  (Edmonds, Washington, 1974. május 23. –) szoftvermérnök, blogger, szakíró, informatikus, game show contestant, podcaster, mind gamer, játékmester és író.

## Jeopardy
Intelligenciáját jól mutatja, hogy az amerikai Jeopardy  televíziós játék történetében ő maradt a leghosszabb ideig adásban, továbbá ő nyerte meg Amerika második legnagyobb vetélkedő-nyereményét.
2011. február 14. és 16. között meghívást kapott ismét a játékba, hogy összemérje tudását az IBM Watson nevű szuperszámítógépével. A játékot a számítógép nyerte: Watson 1 milliót, Jennings 300 ezret, míg a harmadik játékos, Brad Rutter 200 ezer dollárt nyert.